# 한국광고자율심의기구
한국광고자율심의기구는 광고인의 자율적 책임에 따른 광고윤리 확립, 광고의 자율성과 신뢰도 신장을 목적으로 1993년 11월 10일 설립된 대한민국 문화체육관광부 소관의 사단법인이다. 사무실은 서울특별시 송파구 신천동 7-11 한국광고문화회관 (우: 138-921)에 있다.

## 주요 사업
- 광고 심의 및 조정
- 광고에 관한 분쟁 또는 고발 사항에 대한 심의 및 조정
- 광고 윤리 확립을 위한 조사․연구
- 광고 표현에 관한 상담 및 자문

## 광고 강령
- 광고는 진실 창의 과학적이어야 하며 허위과장이 없어야 한다.
- 광고는 기업과 제품의 올바른 정보를 제공하여 상품구매와 소비생활 향상에 도움을 주어야 한다.
- 광고의 게재와 방송은 정해진 기준을 준수하고 정확 신속하게 전달하여야 한다.
- 광고는 공동체문화의 정체성유지와 기업문화 광고산업 광고예술의 형성과 발전이 되도록 하여야 한다.
- 광고심의는 자율 정직 신뢰로 질 향상을 선도하여야 한다.